# Utecht
Utecht es un municipio situado en el distrito de Mecklemburgo Noroccidental, en el estado federado de Mecklemburgo-Pomerania Occidental (Alemania), a una altura de 44 metros. 
Su población a finales de 2016 era de 391 habs. y su densidad poblacional, 35 hab/km².